# كارل فون فريش
كارل فون فريش (بالألمانية: Karl von Frisch) عالم سلوك حيواني نمساوي ولد في 20 نوفمبر 1886 وتوفي في 12 يونيو 1982. حائز على جائزة نوبل في الطب عام 1973 مشاركة مع كل من لورنتس وتينبرغنل إنجازاته في الفسيولوجبا السلوكية وأعماله الرائدة في التواصل بين الحشرات.
عمله تركز على التحقيقات في التصورات الحسية لنحل العسل، وكان واحدا من أول مترجمي معنى رقصة النحل الاهتزازية. كانت نظريته محل نزاع من قبل علماء آخرين وقبلت بارتياب في تلك الحقبة. مؤخرا فقط ثبت بشكل قاطع أنها تحليل نظري دقيق (انظر المرجع مجلة الطبيعة).

## روابط خارجية
- كارل فون فريش على موقع الموسوعة البريطانية (الإنجليزية)
- كارل فون فريش على موقع مونزينجر (الألمانية)
- كارل فون فريش على موقع إن إن دي بي (الإنجليزية)